# Santa Llúcia del Toscar
Santa Llúcia del Toscar és una església d'Alfara de Carles protegida com a bé cultural d'interès local.

## Descripció
És un edifici aïllat de petites dimensions i de construcció molt senzilla, situat al costat de la carretera del Toscar, en un dels bancals que forma el terreny en el seu descens fins al barranc del Toscar. És de planta quadrangular. A la clau de l'arc rebaixat, de pedra, de la seva porta (tres dovelles) consta la data de 1774 i possiblement 1612. Els murs són de maçoneria ordinària i cecs. L'interior és de volta de mig punt, que suporta una coberta de teula a dues vessants amb ràfecs laterals esglaonats. Hi ha restes d'una espadanya de formes corbes rematant l'edifici. Davant de l'església seu s'alcen les runes de l'antiga fàbrica de paper a uns 50 metres.

## Història
La data de 1774 de l'ermita és dos anys anterior a la de la Parròquia d'Alfara i de disset posterior a la de l'edifici de l'antiga fàbrica.